# Beulingsloot
De Beulingsloot is een van de oudste en kortste grachten in Amsterdam-Centrum. Ze is gelegen binnen de Grachtengordel.

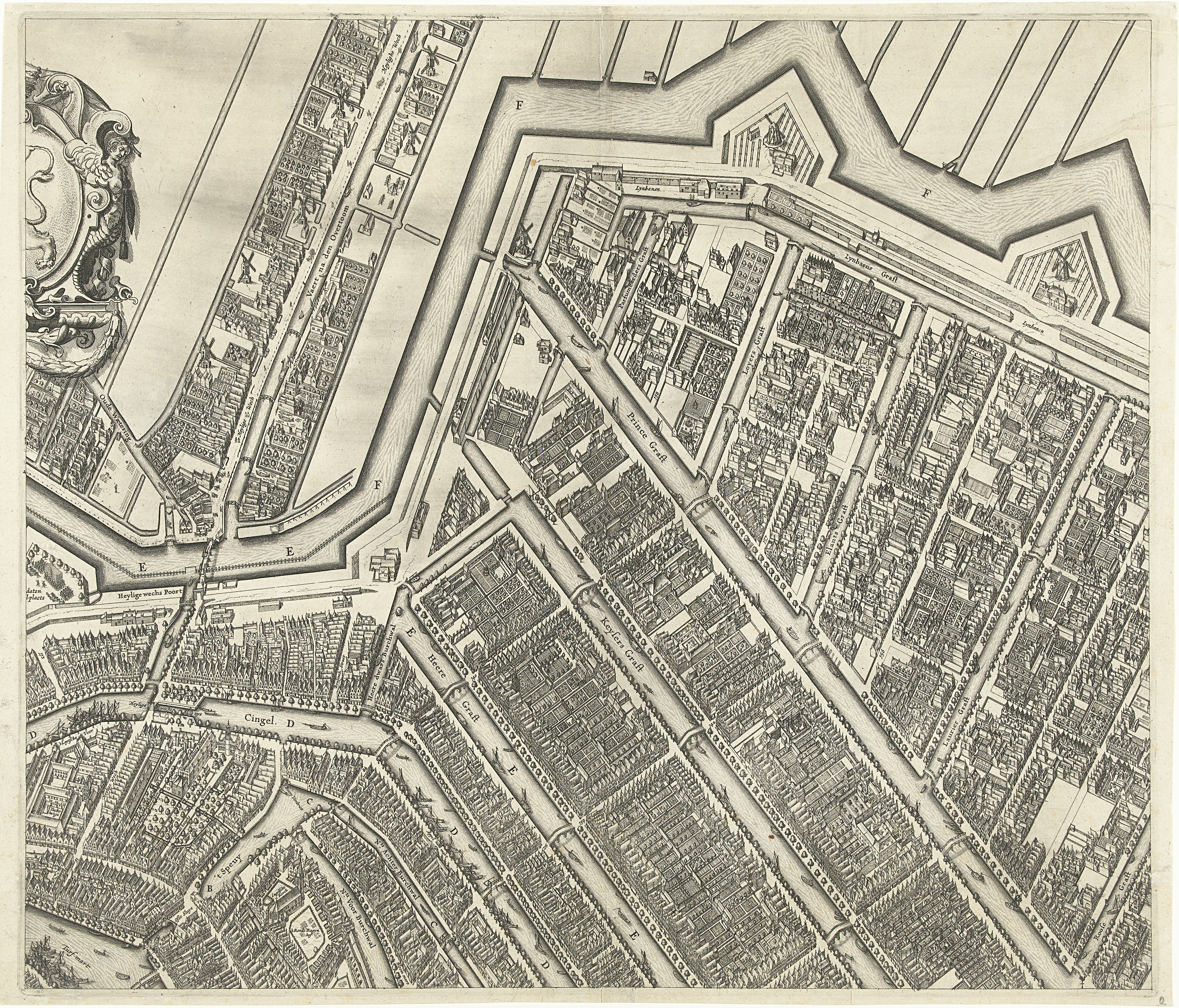
Plattegrond van Amsterdam (blad middenboven) van Balthasar Florisz. van Berckenrode; 1625. Detail van de grote stadskaart met daarop de nog korte Herengracht (Heere Graft), eindigend bij de Heere Dwars Burgwal (thans Beulingsloot), met de nu nog aanwezige knik in de latere Herengracht, ter hoogte van de Leidsegracht (middenboven).

## Naam
Wiersma stelt dat de naam afkomstig is van een voormalige bewoner, Gerrit Jansz Beulinck, die hier rond 1660 gewoond heeft. Hij zou zijn aanwezigheid kenbaar hebben gemaakt door een uithangbord waar "de Beuling uithing". Volgens de Historische gids van Amsterdam stond het grachtje voorheen ook bekend als de Herendwarsburgwal/Heere Dwars Burchwal, uit de tijd dat de Herengracht de meest westelijke gracht was. De gracht is te zien op de stadsplattegrond van Pieter Bast uit 1599. Op die kaart is de Herengracht (Heere Graft) de buitenste gracht. Ook kreeg het namen als Huidenvetters- en/of Looierssloot, naar de looiersbedrijven die hier vroeger stonden. Deze geschiedenis is ook terug te lezen in  Amsterdam en Amstelodamiana van Jan ter Gouw uit respectievelijk 1865 en 1877.

## Ligging
De Beulingsloot verbindt het Singel met de Herengracht, ter hoogte van het Spui. De Beulingsloot is atypisch voor Amsterdam daar het een kadeloze gracht is. De Beulingsloot is een overblijfsel van een oude afwateringssloot, die voorheen verder naar het westen liep. De huidige Leidsegracht is overigens niet een overblijfsel van deze sloot, maar is pas bij de aanleg van de grachtengordel aangelegd, iets terzijde van het verlengde van deze sloot. Gemotoriseerd scheepvaartverkeer is niet toegestaan op deze waterweg.

## Bouwwerken

### Gebouwen
Er bevinden zich geen adressen aan de gracht; zij heeft dus geen postcode. Echter alle gebouwen die met hun achtergevels aan de sloot staan, zijn of gemeentelijk monument of rijksmonument. De noordelijke gevelwand behoort toe aan gebouwen aan de Dubbeleworststeeg, de zuidelijke gevelwand aan gebouw aan de Beulingstraat.

### Bruggen
Er liggen twee vaste bruggen over de Beulingsloot. Aan de kant van en in de westelijke kade van het Singel ligt de Krijtbergsluis (brug nr. 3), die eveneens al te zien is op de kaart van Pieter Bast. De brug aan de zijde van en in de oostelijke kade van de Herengracht heet de Beulingsluis (brug nr. 27) en is "pas" te zien op de ontwerpkaart van stadsarchitect Daniël Stalpaert uit 1662.